# Distretto di Chandrapur
Il distretto di Chandrapur è un distretto del Maharashtra, in India, di 2 077 909 abitanti. È situato nella divisione di Nagpur e il suo capoluogo è Chandrapur.
Al suo interno si trova il Parco nazionale di Tadoba.